# هارالد کیتمن
هارالد کیتمن (انگلیسی: Harald Katemann؛ زادهٔ ۷ ژوئیهٔ ۱۹۷۲) بازیکن فوتبال اهل آلمان است.
از باشگاه‌هایی که در آن بازی کرده‌است می‌توان به باشگاه فوتبال فورتونا دوسلدورف اشاره کرد.